# SEAT Ibiza
SEAT Ibiza — субкомпактный хетчбэк, выпускающийся испанской компанией SEAT с 1984 года. До 1990 года автомобиль выпускался компанией самостоятельно, после чего Volkswagen Group полностью приобрел SEAT S.A. Название Ibiza произошло от названия испанского острова-курорта Ибица, и это вторая модель SEAT, названная в честь испанского города, после SEAT Ronda. Ibiza - самый продаваемый автомобиль компании SEAT.
Официальная премьера модели Ibiza общественности состоялась на Парижском автосалоне 1984 года. На тот момент Ibiza позиционировалась как первый автомобиль, разработанный SEAT в качестве независимой компании, хотя в его создании были задействованы такие известные фирмы, как Italdesign, Karmann и Porsche.
Начиная со второго поколения Ibiza, SEAT входила в состав немецкого концерна Volkswagen и все последующие поколения, как и остальная часть модельного ряда SEAT, строятся на платформах, узлах и технологиях Volkswagen Group.
В настоящее время история SEAT Ibiza охватывает пять поколений, среди которых модель дважды дебютировала (во втором и четвертом поколениях) на абсолютно новых платформах Volkswagen Group. Все поколения Ibiza становились лидерами продаж в линейке SEAT. Модифицированная версия SEAT Ibiza первого поколения все еще производится по лицензии в Китае, предоставленной компании Nanjing Automobile Group.
Вплоть до пятого поколения, Ibiza выпускалась в виде трех- и пятидверных хетчбэков, купе, а также универсалов, однако с пятого поколения KJ в производстве остался только пятидверный хетчбэк (небольшой универсал B-сегмента Ibiza ST заменили компактным кроссовером SEAT Arona).

## Первое поколение

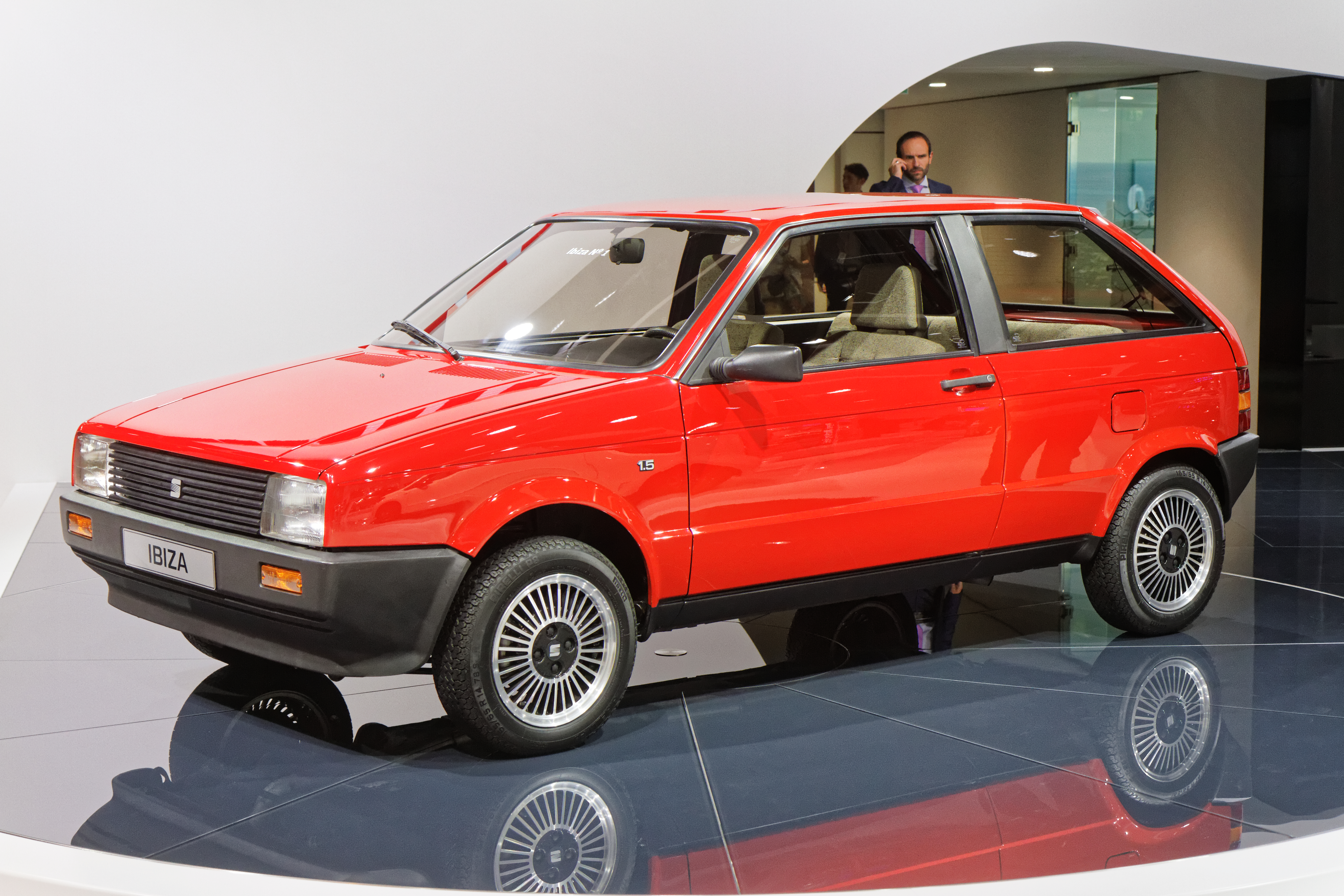
SEAT Ibiza первого поколения в кузове трехдверный хетчбэк.

Первое поколение (Тип 021A; 1984–1993 годы) показали в 1984 году на Парижском автосалоне. Первое поколение SEAT Ibiza позиционировалось как харизматическое компактное авто с итальянским дизайном, немецкими технологиями и испанским духом. Угловатый, но модный на тот момент автомобиль, дизайн кузова и интерьера которого разработал знаменитый Джорджетто Джуджаро из ателье Ital Design, стал первым собственным автомобилем SEAT, а не лицензионной копией FIAT, как это было до сих пор. Однако Ibiza была спроектирована в кооперации с концерном FIAT. В результате многие агрегаты имели итальянское происхождение, заимствованные у моделей Fiat Uno и Fiat Ritmo. За техническую часть (модернизацию двигателя и разработку подвески) отвечали специалисты компании Porsche. Ibiza первого поколения выпускалась в кузове 3- и 5-дверный хетчбэк, пользовалась спросом не только в Испании, но и в смежных странах. Ibiza даже дошла до финала конкурса «Автомобиль года».
В 1988 году модель претерпела модернизацию: в ней изменилась радиаторная решетка и оснащение. В 1991 году автомобиль модернизировали во второй раз, заменив в ней фары, радиаторную решетку, бампера и дверные пороги.

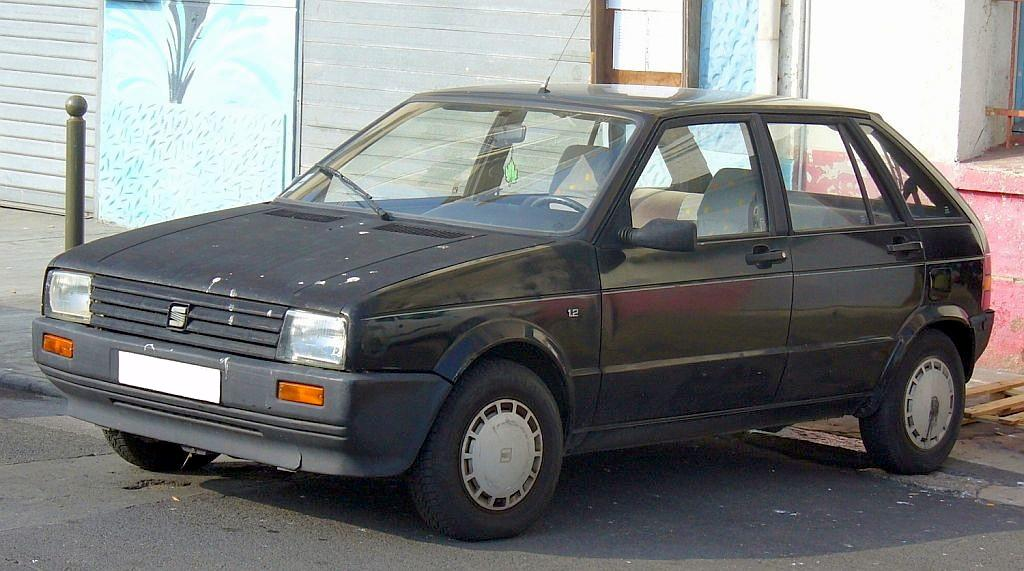
SEAT Ibiza первого поколения в кузове пятидверный хетчбэк

В период с 1984 по 1993 годы производства, SEAT Ibiza сошла с конвейера в количестве 1 342 001 экземпляров.

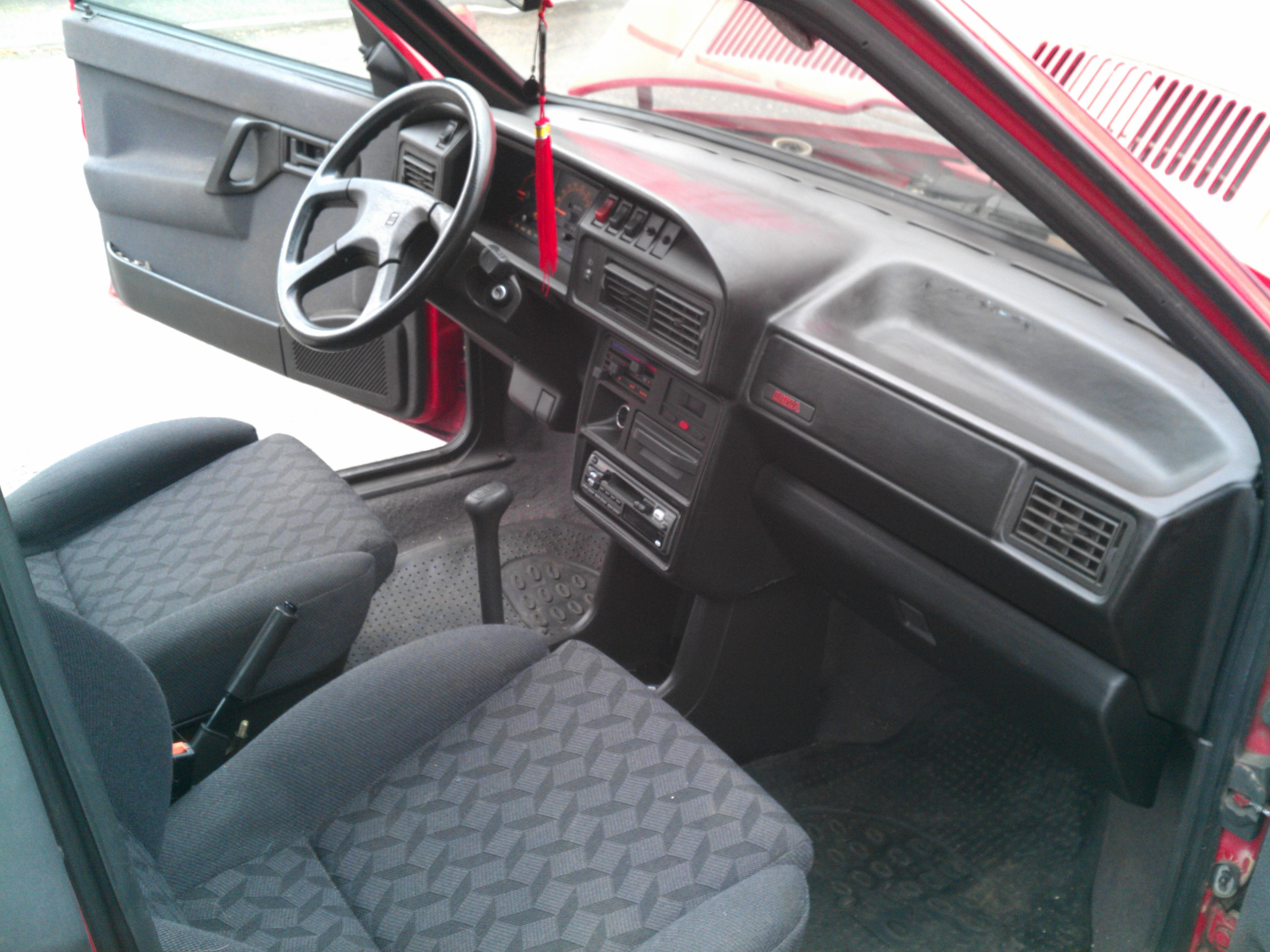
Интерьер SEAT Ibiza первого поколения

С 1999 года в Китае выпускается Nanjing Yuejin Soyat - модернизированный вариант SEAT Ibiza первого поколения.

### Двигатели
| Модель    | Объем  | Тип двигателя | Цилиндры | Мощность          | Примечание                 | Годы выпуска |
| Бензин    | Бензин | Бензин        | Бензин   | Бензин            | Бензин                     | Бензин       |
| --------- | ------ | ------------- | -------- | ----------------- | -------------------------- | ------------ |
| 0.9       | 903    | карбюратор    | 4        | 29 кВт (40 л.с.)  | (двигатель Fiat)           | 1990–1993    |
| 0.9       | 903    | карбюратор    | 4        | 32 кВт (44 л.с.)  | (двигатель Fiat)           | 1986–1993    |
| 1.2       | 1193   | карбюратор    | 4        | 44 кВт (60 л.с.)  | (двигатель Porsche)        | 1984–1993    |
| 1.2 i     | 1193   | инжектор      | 4        | 52 кВт (71 л.с.)  | (двигатель Porsche)        | 1989–1993    |
| 1.5       | 1461   | карбюратор    | 4        | 63 кВт (86 л.с.)  | (двигатель Porsche)        | 1984–1993    |
| 1.5 i     | 1461   | инжектор      | 4        | 65 кВт (88 л.с.)  | (двигатель Porsche)        | 1986–1993    |
| 1.5 i KAT | 1461   | инжектор      | 4        | 66 кВт (90 л.с.)  | (двигатель Porsche)        | 1986–1993    |
| 1.5 Turbo | 1461   | турбина       | 4        | 80 кВт (109 л.с.) | Только для рынка Швейцарии |              |
| 1.7       | 1675   | инжектор      | 4        | 72 кВт (98 л.с.)  | (двигатель Porsche)        | 1991–1993    |
| 1.7       | 1675   | инжектор      | 4        | 76 кВт (103 л.с.) | (двигатель Porsche)        | 1991–1993    |
| Дизель    |        |               |          |                   |                            |              |
| 1.7 D     | 1714   | вакуум        | 4        | 40 кВт (54 к.с.)  | (двигатель Fiat)           | 1984–1993    |
| 1.7 D     | 1714   | вакуум        | 4        | 42 кВт (57 к.с.)  | (двигатель Fiat)           | 1990–1993    |

## Второе поколение
Ibiza Mk2 (Тип 6K; 1993–2002 годы) полностью разработана и произведена под управлением концерна Volkswagen Group. В основе машины лежит модифицированная платформа A03 от VW Golf Mk3.

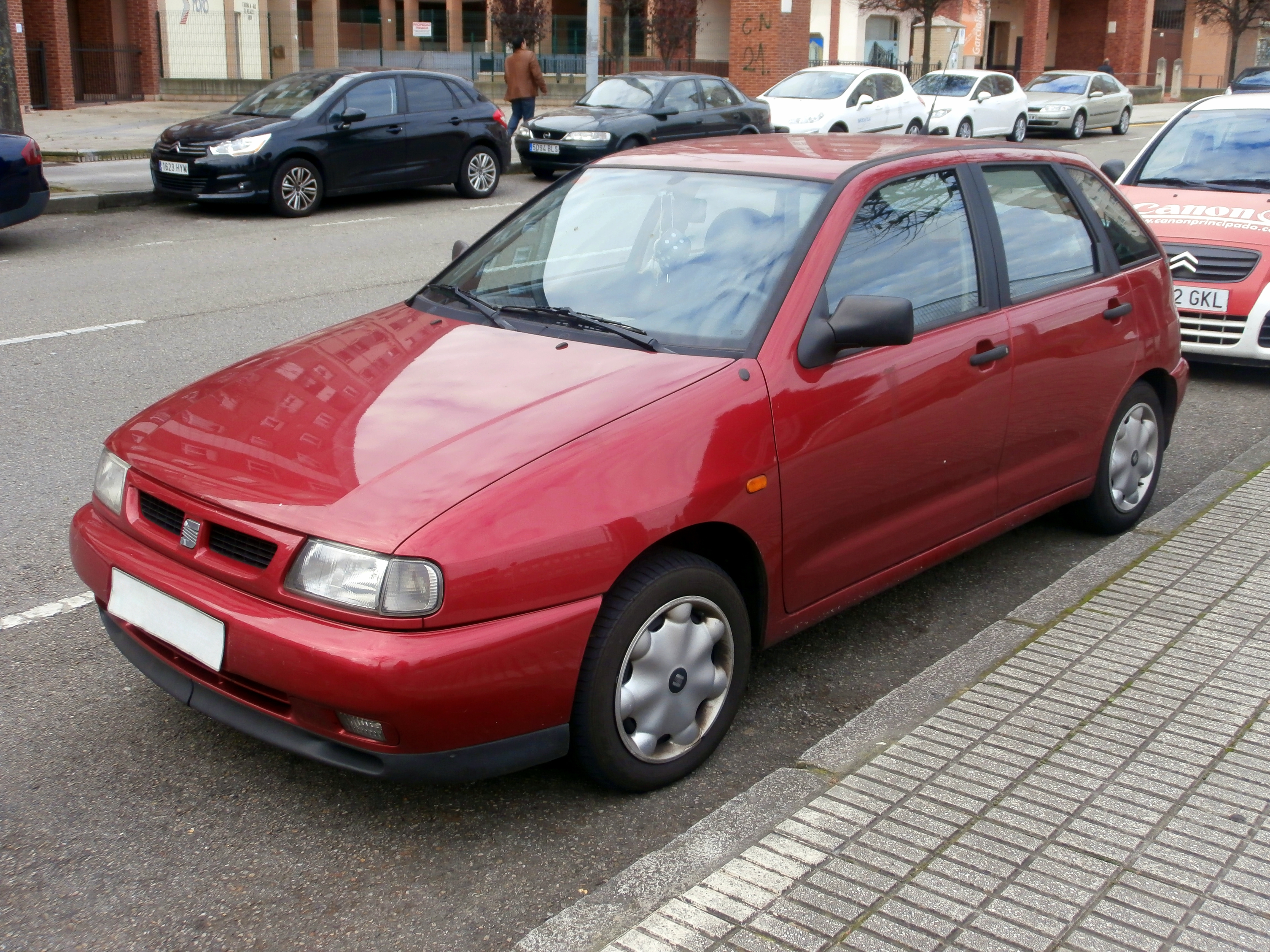
SEAT Ibiza II GLX, 1995 год

Второе поколение SEAT Ibiza было доступно в кузовных модификациях трех- и пятидверный хетчбэк, в то время как аналогичный седан выпускался под названием SEAT Cordoba, а универсал собирали под названием SEAT Cordoba Vario. Ibiza данного поколения регулярно становилась бестселлером в Испании, а также хорошо продавалась в других странах Европы, что помогло компании SEAT значительно увеличить свои продажи с 1993 года.
Что касается интерьера, то дорестайлинговая Ibiza 6K разделяла приборную панель со многими другими моделями SEAT и Volkswagen того периода, такими как SEAT Cordoba Mk1, Volkswagen Polo Classic, SEAT Inca и Volkswagen Polo Mk3. До рестайлинга покупателям предлагались следующие варианты комплектации салона: l, CL, CLX, GLX, Pasion, S и GTI.

### Обновление 1996 года

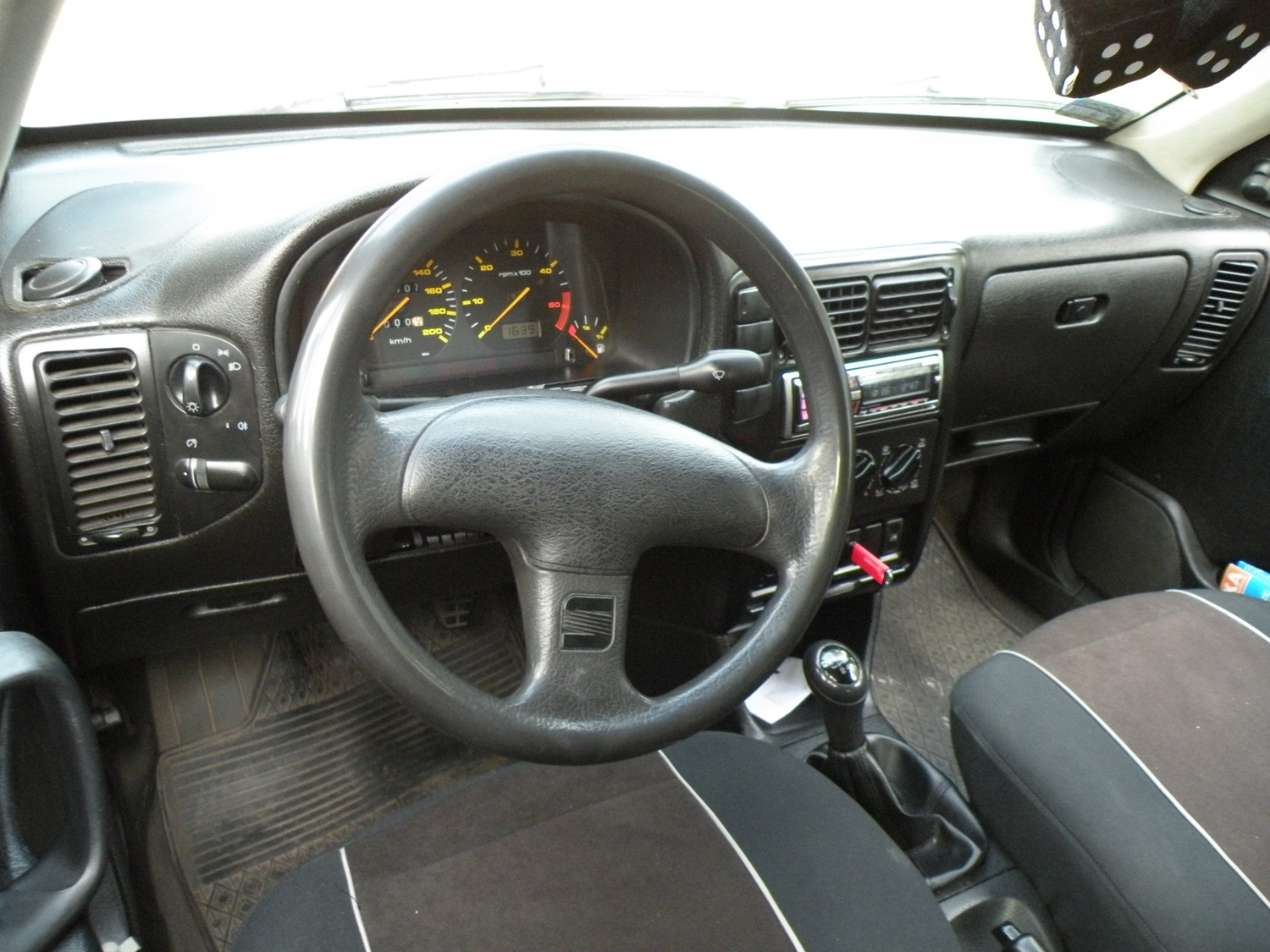
Интерьер SEAT Ibiza Mk2

Ibiza 6K пережила небольшой фейслифтинг в 1996 году, который включал изменение общей эстетики автомобиля, установку более плавных бамперов, изменение радиаторной решетки и фар. Тогда же уровней отделки салона стало еще больше - Base, E, S, SE, SXE, Sport, GT, GTI и GTI Cupra Sport.
Помимо изменения внешнего вида автомобиля, была пересмотрена моторная гамма и доработана ходовая часть. Ибице добавили бензиновый двигатель 2,0 16v ABF мощностью 110 кВт (150 л.с.), но забрали из гаммы 1,8-литровый 16v(ADL) и 2,0-литровый 8v(2E).

### Двигатели
| Модель                     | Рабочий объем | Количество клапанов | Макс. мощность / об. в мин | Макс. крутящий момент / об. в мин | Код двигателя | Период производства |
| Бензин                     | Бензин        | Бензин              | Бензин                     | Бензин                            | Бензин        | Бензин              |
| -------------------------- | ------------- | ------------------- | -------------------------- | --------------------------------- | ------------- | ------------------- |
| 1.0 MPI                    | 999           | 8                   | 37 кВт; 49 л. с. / 5000    | 86 Н·м / 3000–3600                | AER           | 1996–1999           |
| 1.05 i                     | 1,043         | 8                   | 33 кВт; 44 л. с. / 5200    | 76 Н·м / 2800                     | AAU           | 1993–1996           |
| 1.3 i                      | 1,272         | 8                   | 40 кВт; 53 л. с. / 5000    | 95 Н·м / 3200–3400                | AAV           | 1993–1994           |
| 1.4 "Special" engine D, AR | 1,390         | 8                   | 40 кВт; 53 л. с. / ?       | ? Н·м / ?–?                       | ANX           | 1998–1999           |
| 1.4 i                      | 1,391         | 8                   | 44 кВт; 59 л. с. / 5200    | 107 Н·м / 2400–2800               | ABD           | 1994–1996           |
| 1.4 MPI                    | 1,390         | 8                   | 44 кВт; 59 л. с. / 4700    | 116 Н·м / 2800–3200               | AEX / APQ     | 1996–1999           |
| 1.4 MPI GT                 | 1,390         | 16                  | 74 кВт; 100 л. с. / 6000   | 128 Н·м / 4400                    | AFH           | 1996–1999           |
| 1.6 i                      | 1,598         | 8                   | 55 кВт; 74 л. с. / 5200    | 126 Н·м / 3400                    | ABU           | 1993–1994           |
| 1.6 i                      | 1,595         | 8                   | 55 кВт; 74 л. с. / 5200    | 125 Н·м / 2600                    | 1F            | 1994–1997           |
| 1.6 MPI                    | 1,598         | 8                   | 55 кВт; 74 л. с. / 4800    | 135 Н·м / 2800–3600               | AEE           | 1997–1999           |
| 1.6 MPI                    | 1,595         | 8                   | 74 кВт; 100 л. с. / 5800   | 140 Н·м / 3500                    | AFT           | 1996–1999           |
| 1.8 i                      | 1,781         | 8                   | 66 кВт; 89 л. с. / 5500    | 145 Н·м / 2700–2900               | ABS / ADZ     | 1993–1996           |
| 1.8 MPI GTI                | 1,781         | 16                  | 95 кВт; 127 л. с. / 6000   | 165 Н·м / 4800                    | ADL           | 1994–1996           |
| 2.0 MPI GTI                | 1,984         | 8                   | 85 кВт; 113 л. с. / 5400   | 166 Н·м / 3200                    | 2E            | 1993–1996           |
| 2.0 MPI GTI                | 1,984         | 8                   | 85 кВт; 113 л. с. / 5400   | 166 Н·м / 2600                    | AGG           | 1996–1999           |
| 2.0 Cupra                  | 1,984         | 16                  | 110 кВт; 148 л. с. / 6000  | 180 Н·м / 4200–5000               | ABF           | 1996–1999           |
| Дизель                     |               |                     |                            |                                   |               |                     |
| 1.9 D                      | 1,896         | 8                   | 47 кВт; 63 л. с. / 4400    | 124 Н·м / 2000–3000               | 1Y            | 1996–1999           |
| 1.9 D                      | 1,896         | 8                   | 50 кВт; 67 л. с. / 4400    | 127 Н·м/ 2200–2600                | 1Y            | 1993–1996           |
| 1.9 SDI                    | 1,896         | 8                   | 47 кВт; 63 л. с. / 4200    | 125 Н·м / 2200–2800               | AEY           | 1996–1999           |
| 1.9 TD                     | 1,896         | 8                   | 55 кВт; 74 л. с. / 4200    | 150 Н·м / 2400–3400               | AAZ           | 1993–1996           |
| 1.9 TDI                    | 1,896         | 8                   | 66 кВт; 89 л. с. / 4000    | 202 Н·м / 1900                    | 1Z            | 07.1996–12.1996     |
| 1.9 TDI (GT)               | 1,896         | 8                   | 66 кВт; 89 л. с. / 4000    | 210 Н·м / 1900                    | AHU           | 1996–1999           |
| 1.9 TDI GT                 | 1,896         | 8                   | 81 кВт; 108 л. с. / 4150   | 235 Н·м / 1900                    | AFN           | 1996–1999           |

## Третье поколение
Третье поколение (Тип 6L) выпускалось в 2002–2008 годах.

## Четвёртое поколение

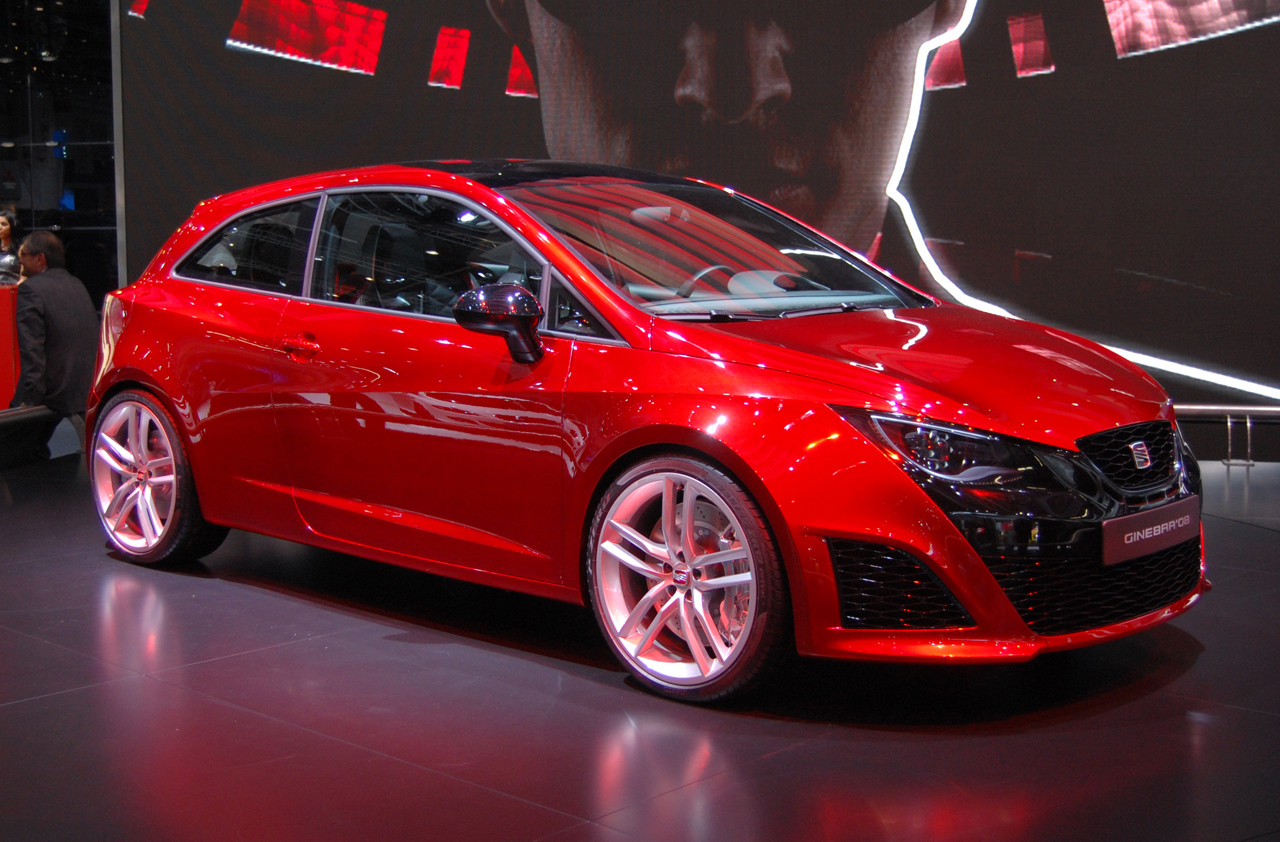
Seat Bocanegra

Четвёртое поколение (Тип 6J; 2008–2015 годы, Тип 6P, 2015–2017 годы) имело стреловидный стиль, разработанный бельгийским автомобильным дизайнером Люк Данкервольке, известный тем, что он разрабатывал дизайн суперкаров Lamborghini Murciélago и Lamborghini Gallardo. Дизайн впервые был показан на Женевском Автосалоне в 2008 году в виде концепт-кара Seat Bocanegra.
Ibiza 6J - первый автомобиль в семье концерна VW Group, построенный на новейшей платформе PQ25. Позже на данной платформе были основаны другие компактные модели VAG: Volkswagen Polo Mk5 (тип 6R, выпускается с 2009) и Audi A1 (тип 8X, выпускается с 2010).
В первое время SEAT Ibiza 6J выпускалась в различных комплектациях 5-дверного хетчбэка. Позднее, в конце 2010 года, добавились две модификации в виде 3-дверного купе-хетчбэка и 5-дверного универсала Ibiza ST.

### Фейслифтинг

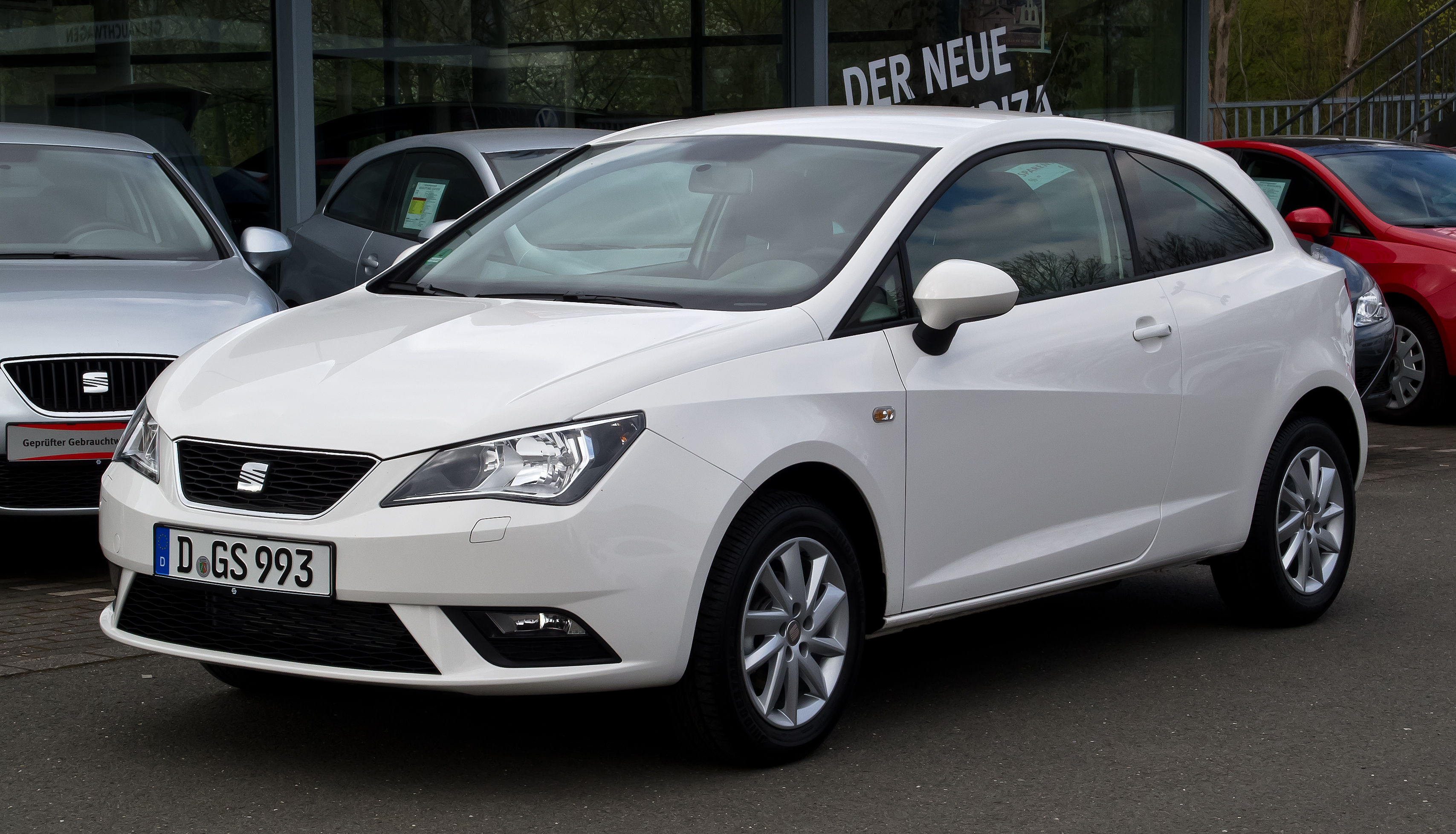
Фейслифтинг SEAT Ibiza SC Mk4 (6J), вид спереди

В сентябре 2011 во время тестирования был сфотографирован обновленный дизайн кузова, который официально представили позже на Женевском Автосалоне 2012 года. Автомобиль с обновленным дизайном кузова поступил к европейским дилерам SEAT и стал доступен покупателям с первого дня презентации в Женеве.

### Безопасность
| Euro NCAP                                                       | Euro NCAP | Euro NCAP | Euro NCAP             |
| --------------------------------------------------------------- | --------- | --------- | --------------------- |
| · общий рейтинг                                                 |           |           |                       |
| 82%                                                             | 77%       | 59%       | 71%                   |
| взрослый пассажир                                               | ребёнок   | пешеход   | активная безопасность |
| Протестированная модель: Seat Ibiza 1.4 'Reference', LHD (2011) |           |           |                       |

Ibiza четвертого поколения попала в список наиболее надёжных автомобилей немецкого автомобильного клуба ADAC. При этом в 2013 году Ибица данной генерации попала в список наименее надёжных автомобилей.

### Награды
- Red Dot Design Award "Best of the Best" в 2009 году за высококачественный дизайн пятидверного SEAT Ibiza (от немецкого Nordrhein Westfalen Design Centre).
- Red Dot Design Award в 2009 гоу за выдающееся качество SEAT Ibiza SC (от немецкого Nordrhein Westfalen Design Centre).
- «Золотой руль» в 2009 году в категории компактных автомобилей, в Германии.
- «Компактный автомобиль года 2009» в Голландии, от голландского автоклуба ANWB.
- «Авто №1» в Польше, от журнала Auto Bild.
- «Автомобиль года 2009» в Испании, от Grupo Editorial Prensa Ibérica, от газеты La Vanguardia и журнала Autofácil magazine.
- «Компактный автомобиль 2009» в Португалии, от журнала Car of the Year и Crystal Steering Wheel Trophy
- «Самый востребованный автомобиль 2009 года» в Республике Македония, от телевизионной программы "Auto Magazine".
- «Авто для молодежи 2009» от Испанской версии журнала Car and Driver, за SEAT Ibiza SC.
- «Спортивное авто 2010 года» в Португалии, за SEAT Ibiza Cupra.
- «ECOBEST 2008» за SEAT Ibiza ECOMOTIVE как за самый экологически чистый автомобиль года
- «Самый безопасный компактный автомобиль для города» Британской Автомобильной Страховой Безопасности (BIVS) в 2009» в Великобритании, от Thatcham — автомобильный страховой ремонтный и исследовательский центр.
- «Лучшая ТВ реклама 2010» в Испании, от Испанской версии журнала Car and Driver.

## Пятое поколение
Пятое поколение выпускается с 2017 года. Рестайлинговая версия пятого поколения Ибицы представлена в апреле 2021 года.